# Скарсдейл
Скарсдейл (англ. Scarsdale) ― малый город в округе Вестчестер, штат Нью-Йорк, США. Город Скарсдейл сосуществует с деревней Скарсдейл, но община решила работать исключительно с деревенским правительством, одной из нескольких деревень в штате, которые имеют аналогичную правительственную ситуацию. По данным переписи 2010 года, население Скарсдейла составляло 17 166 человек.
Известный как богатый пригород Нью-Йорка, Скарсдейл регулярно занимал высокие места в различных рейтингах. В 2019 году агентство Bloomberg поставило Скарсдейл на 2-е место по зажиточности в США. В 2013 году он занял первое место в списке самых высокооплачиваемых городов по версии CNN Money со средним семейным доходом, близким к 300 000 долларов. Школьный округ Скарсдейла был признан самым обеспеченным школьным округом в Америке в 2018 году, со средним доходом семьи, превышающим 250 000 долларов.